# Grobowce dynastii Ming
Grobowce dynastii Ming (chiń. 明朝十三陵, pinyin Míng cháo shísānlíng, dosł. Trzynaście grobów dynastii Ming) – kompleks nekropolii obejmujący obszar około 40 km². Stanowi miejsce spoczynku 13 spośród 16 cesarzy dynastii Ming. Zlokalizowany około 50 kilometrów na północ od centrum Pekinu. W 2003 roku wraz z grobami władców z dynastii Qing został wpisany na listę światowego dziedzictwa UNESCO. Większą część kompleksu zniszczono w 1644 roku, podczas powstania Li Zichenga. W chwili obecnej jedynie trzy groby są odrestaurowane i dostępne dla zwiedzających: Changling, Dingling i Zhaoling.
Nekropolia powstała za czasów cesarza Yongle (1402-1424) i odtąd chowano tu wszystkich jego następców, z wyjątkiem Jingtaia (1449-1457), który jako uzurpator został pochowany w mniej eksponowanym miejscu. Założyciel dynastii, Hongwu (1368-1398) został pochowany w mauzoleum Ming Xiaoling nieopodal Nankinu, zaś cesarz Jianwen (1398-1402) zaginął w czasie wojny domowej i jego ciała nigdy nie znaleziono.
Miejsce na cesarską nekropolię, położoną w kotlinie otoczonej z trzech stron górami, wybrano ściśle według zasad feng shui. Od północy chroniona jest przed złymi duchami łańcuchem wzgórz Tianshoushan. Ponieważ dawniej na tym obszarze zabroniony był wyrąb lasów i uprawa ziemi, wzgórza te porośnięte są starodrzewem. Po bokach kotlinę zamykają wzgórza Longshan (Góry Smoka) i Hushan (Góry Tygrysa). Od południa przerwa między wzgórzami zamknięta jest ceglanym murem, którego bez zezwolenia nie wolno było przekraczać żadnemu śmiertelnikowi. Straż nad grobowcami trzymał garnizon wojskowy stacjonujący w Changping.

## Pawilon Steli

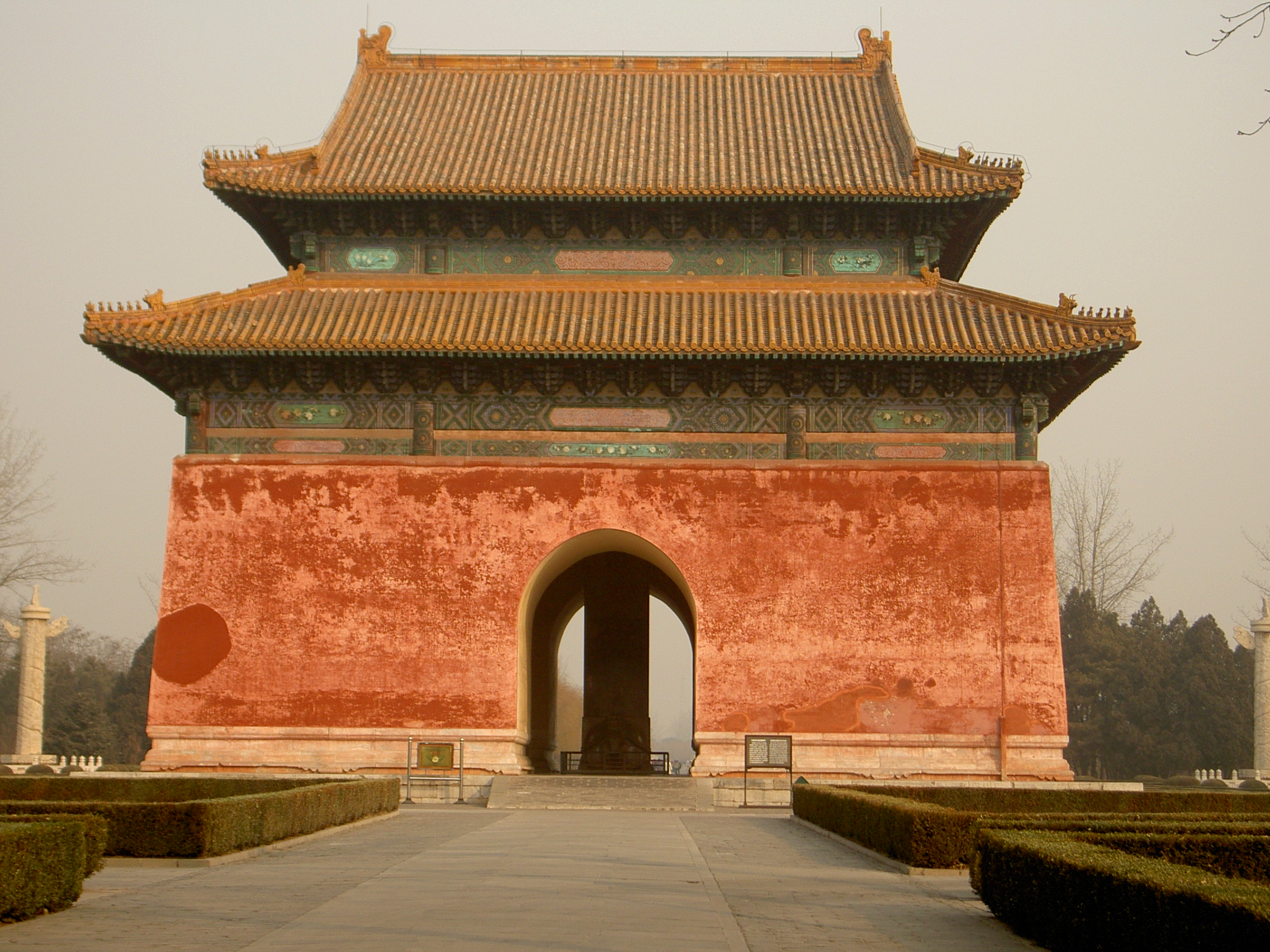
Pawilon Steli

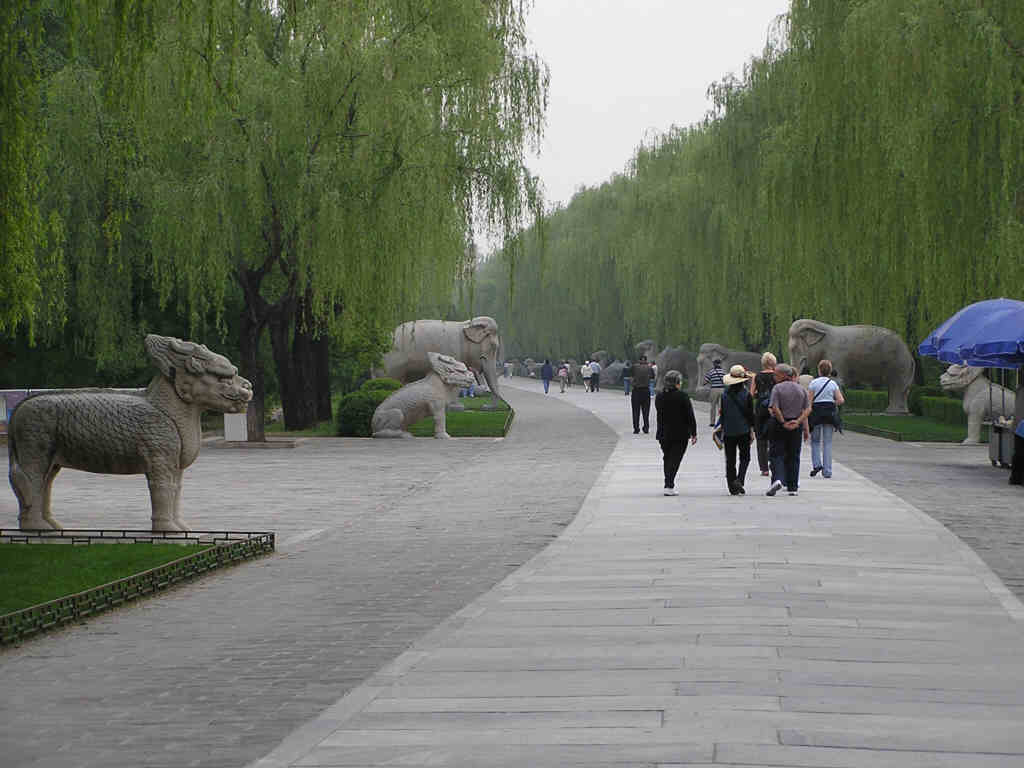
Droga duchów wiodąca do cesarskich nekropolii, strzeżona przez posągi rozmaitych zwierząt

Pierwszą budowlę kompleksu stanowi umieszczona w zamykającym nekropolię od południa murze wykonana z białego marmuru ozdobna brama o pięciu wejściach, wzniesiona w 1540 roku (40°14′17,62″N 116°12′36,54″E/40,238228 116,210150). Właściwym wejściem jest jednak zbudowana w tym samym roku Wielka Czerwona Brama (Dahongmen, 40°14′56,1″N 116°12′53,4″E/40,248917 116,214833), za którą znajduje się wzniesiony w 1435 roku Pawilon Steli (Beiting, 40°15′14″N 116°13′03″E/40,253889 116,217500), z umieszczoną wewnątrz tablicą pamiątkową na grzbiecie kamiennego żółwia. Przy każdym z rogów Pawilonu Steli znajduje się marmurowa kolumna huabiao zwieńczona rzeźbą mitycznego zwierzęcia, zaś po obydwu stronach drogi znajdują się dwie kolumny ozdobione wyobrażeniami chmur.

## Droga duchów
Od Wielkiej Czerwonej Bramy do grobowców wiedzie siedmiokilometrowa rytualna droga, zwana w chińskiej tradycji drogą duchów (shendao). Jej kilkusetmetrowy odcinek za Pawilonem Steli ozdobiony jest po bokach ustawionymi w 12 par posągami zwierząt, zarówno realnych (słonie, wielbłądy, konie), jak i mitycznych (qilin, xiezhi). Za nimi znajduje się 12 posągów mandarynów. Koniec drogi duchów wieńczy wykuta w marmurze ozdobna Brama Smoka i Feniksa (Longfengmen, 40°15′47,8″N 116°13′23,8″E/40,263278 116,223278).

## Changling

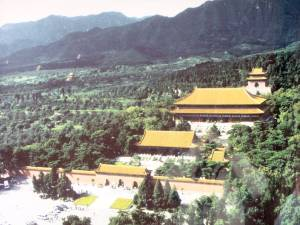
Grobowiec Yongle

Po przekroczeniu Bramy Smoka i Feniksa droga wiedzie wprost do rozlokowanego na 120 tysiącach m² grobowca cesarza Yongle i jego żony Xu Shi, nazywanego Changling(长陵, 40°17′54″N 116°14′34″E/40,298333 116,242778). Jest to największy i najlepiej zachowany ze wszystkich 13 grobowców. Wejście do niego stanowi potrójna brama, umieszczona w okalającym go murze. Wewnątrz znajduje się porośnięty sosnami podwórzec, pośrodku którego wznosi się Pawilon Stałych Łask (祾恩殿, Ling’endian). Wysoki dach budowli wsparty jest na 32 drewnianych kolumnach, niższą część dachu wspiera 28 kolumn. Wewnątrz pawilonu znajduje się stół rytualny z tabliczką z imieniem zmarłego, przy której składano ofiary. Ze znajdującej się na tyłach pawilonu grobowego Yongle Czerwonej Bramy przechodzi się na kolejny podwórzec, pośrodku którego wznosi się marmurowa brama oraz ołtarz ofiarny. Podwórzec zamknięty jest Wieżą Steli (Minglou). W tej wznoszącej się na licowanej kamieniem budowli z łukowatym wejściem pagodzie znajduje się tabliczka przodka z wyrytym imieniem Yongle. Jest to kopia, oryginał umieszczono w Pawilonie Stałych Łask, gdzie również odprawiano obrzędy ku czci zmarłego. Dalej wznosi się porośnięty drzewami kopiec grobowy, otoczony blankowanym murem. W pobliżu znajdują się groby szesnastu konkubin, które w zaświatach miały służyć swojemu zmarłemu panu. Wnętrze grobowca Yongle nie zostało dotychczas przebadane i nadal pozostaje zamknięte dla zwiedzających.

## Dingling

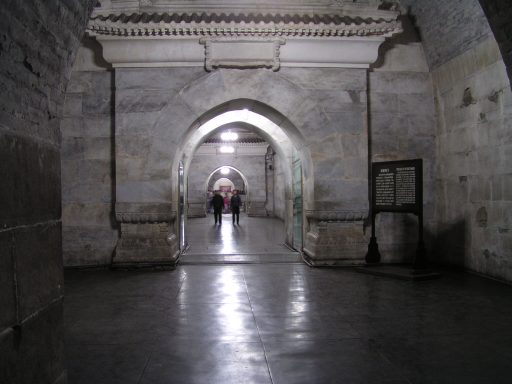
Wnętrze grobowca Dingling

Grobowiec cesarza Wanli (1572-1620), nazywany Dìnglìng (定陵, 40°17′42″N 116°12′58″E/40,295000 116,216111) odkopano podczas prac archeologicznych w 1956 roku. Wybudowano go w latach 1584–1588 za olbrzymią wówczas sumę 8 milionów taeli. Użytą do budowy cegłę transportowano z Shandongu, kamień z Henanu, zaś drewno aż z Syczuanu.
Naziemne zabudowania grobowca zostały niemal w całości zniszczone podczas najazdu Mandżurów. Odbudowane z rozkazu Qianlonga zostały ponownie zrównane z ziemią podczas powstania bokserów. Jedynie niewielkie elementy przetrwały do naszych czasów.
W położone 27 metrów pod powierzchnią podziemia kopca schodzi się drogą wybitą podczas wykopalisk. Podziemna hala została wybudowana na planie krzyża. Po przejściu dwóch bram, idzie się długim korytarzem do kolejnych wrót. Za nimi znajduje się komnata główna, wewnątrz której znajdują się trzy ołtarze, poświęcone cesarzowi i jego dwóm żonom: Xiaoduan i Xiaojing. Pierwotnie Xiaojing jako drugą żonę pochowano w innym miejscu i dopiero za panowania Tianqi została pośmiertnie awansowana i złożona obok męża.
Z komnaty głównej odchodzą trzy korytarze, z których każde zakończone jest następnym pomieszczeniem. Przeznaczenie lewego i prawego pozostaje nieznane, gdyż znaleziono je zupełnie puste. Trzeci korytarz wiedzie do największego ze wszystkich pomieszczeń, w którym umieszczono sarkofagi cesarza i jego żon. W sali tej odkryto także liczne skarby: regalia monarsze, złote i srebrne naczynia, biżuterię, wyroby z jadeitu, porcelany i jedwabiu oraz liczne figurki grobowe.

## Zhaoling
Zhaoling (昭陵, 40°17′23,6″N 116°12′42,7″E/40,289889 116,211861) jest ostatnim z trzech odrestaurowanych i udostępnionych grobowców. Znajduje się w zachodniej części kompleksu. Pochowano w nim cesarza Longqing (1566-1572) wraz z jego trzema żonami. Budowę zajmującego ponad 34000 m² grobowca rozpoczął w 1539 roku cesarz Shizong, pragnąć tam pochować swoich rodziców. Prace budowlane po jakimś czasie przerwano, ostatecznie zostały dokończone w 1572 roku przez Longqinga z przeznaczeniem na jego własne miejsce pochówku. Grobowiec posiada typową konstrukcję: dwa podwórce z bramami i pawilonami, końcowy pawilon z umieszczoną w nim stelą pośmiertną, za którym znajduje się otoczony owalnym murem kurhan kryjący podziemne komnaty grobowe.
Grobowiec został częściowo zniszczony podczas najazdu Mandżurów. Odbudowany w latach 1785–1787 został ponownie zniszczony na przełomie XIX i XX wieku. W 1987 rząd Chińskiej Republiki Ludowej rozpoczął prace renowacyjne i w 1989 roku odrestaurowany Zhaoling został udostępniony zwiedzającym.

## Pozostałe grobowce

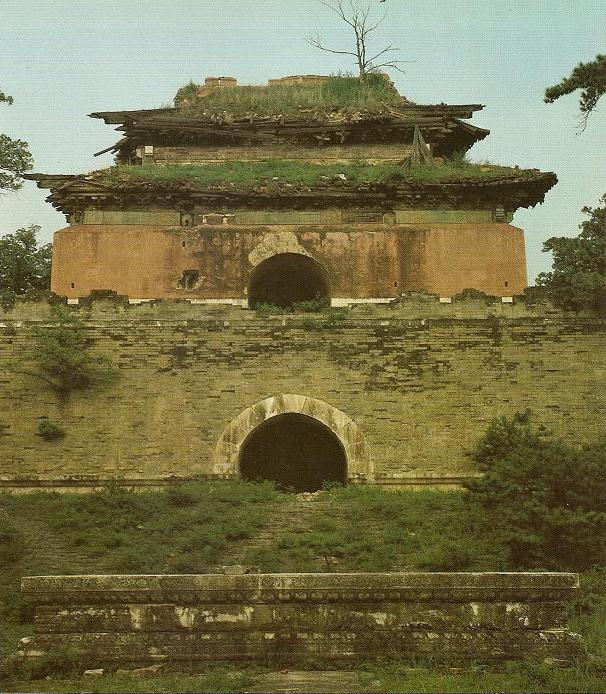
Zniszczony grobowiec cesarza Tianqi

Pozostałe grobowce znajdujące się na terenie kompleksu:
- Xianling (献陵, 40°18′14,1″N 116°14′14,0″E/40,303917 116,237222) – cesarz Hongxi (1424-1425)
- Jingling (景陵, 40°17′54,8″N 116°15′05,2″E/40,298556 116,251444) – cesarz Xuande (1425-1435)
- Yuling (裕陵, 40°18′46,1″N 116°13′54,6″E/40,312806 116,231833) – cesarz Zhu Qizhen (1435-1449 i 1457-1464)
- Maoling (茂陵, 40°18′48,1″N 116°13′35,5″E/40,313361 116,226528) – cesarz Chenghua (1464-1487)
- Tailing (泰陵, 40°19′19,9″N 116°13′01,2″E/40,322194 116,217000) – cesarz Hongzhi (1487-1505)
- Kangling (康陵, 40°19′08,71″N 116°12′17,28″E/40,319086 116,204800) – cesarz Zhengde (1491-1521)
- Yongling (永陵, 40°17′17,7″N 116°15′01,6″E/40,288250 116,250444) – cesarz Jiajing (1521-1566)
- Qingling (庆陵, 40°18′26,5″N 116°14′00,6″E/40,307361 116,233500) – cesarz Taichang (1620)
- Deling (德陵, 40°17′17,4″N 116°15′33,0″E/40,288167 116,259167) – cesarz Tianqi (1620-1627)
- Siling (思陵, 40°16′06,93″N 116°11′31,43″E/40,268592 116,192064) – cesarz Chongzhen (1627-1644)

Wpisanie kompleksu na listę światowego dziedzictwa UNESCO spowodowało decyzję o podjęciu prac renowacyjnych przy nieodrestaurowanych wcześniej grobowcach, na początek Deling i Kangling oraz Qingling i Tailing. 11 stycznia 2006 roku rząd chiński przeznaczył 35 milionów juanów na czteroletni program renowacji grobowców Tailing, Maoling, Yuling i Yongling. Wszystkie odrestaurowane groby w trosce o ochronę zabytków pozostały jednak zamknięte, a turyści nadal mogą zwiedzać jedynie Changling, Dingling i Zhaoling.
17 lipca 2009 roku rozpoczęto restaurację grobowca Maoling, który również po zakończeniu prac nie będzie udostępniony zwiedzającym. Koszt przedsięwzięcia wyceniany jest na 12 milionów juanów. W najbliższym czasie planowane są także prace przy grobowcach Yuling i Jingling.